# Thumbsucker - Il succhiapollice
Thumbsucker - Il succhiapollice è un film statunitense del 2005 di Mike Mills con Lou Taylor Pucci, Tilda Swinton e Vince Vaughn.

## Trama
Thumbsucker, ovvero "succhiapollice", è Justin, un ragazzo americano sulla soglia dell'età adulta che non rinuncia al vizio di ripetere, nei momenti di tensione, il gesto preferito dai bambini. Ipnotizzato da un dentista paranoide riesce a rinunciare a questo legame con l'infanzia. Ma a scuola è distratto, così gli insegnanti e la psicologa lo portano ad una nuova, e ben più pericolosa, dipendenza: quella dagli antidepressivi. Uscito di sua volontà dal meccanismo, l'amata compagna di giochi erotici lo spinge verso un altro "sfogo": la marjiuana. Saranno, infine, la forza di volontà e la comprensione dell'assenza di risposte "giuste" alle domande della vita a rivoluzionare la vita del giovane.

## Riconoscimenti
- 2005 - Festival di Berlino
  - Miglior attore (Lou Taylor Pucci)